# 石黒四郎
石黒 四郎（いしぐろ しろう、1908年1月1日 - 1968年7月24日）は、日本の外交官。位階は正三位。
外務省特殊財産局長や、賠償庁次長、駐ニュージーランド特命全権大使等を経て、駐メキシコ特命全権大使在任中病死した。

## 人物・経歴
愛知県知多郡河和町出身。1930年高等試験外交科合格。1931年に東京商科大学（現一橋大学）を卒業して、外務省に入省し、在英国大使館や外務省東亜局第一課で勤務した。
1938年から在中華民国大使館三等書記官及び在上海領事を務め、上海ユダヤ避難民に関し、犬塚惟重海軍大佐、安江仙弘陸軍大佐と現地調査会で調査を行い、上海ゲットーの整備などを進めた。1942年在中華民国大使館二等書記官。1943年在中華民国大使館一等書記官。
1947年経済安定本部総裁官房連絡部長。1948年連絡調整中央事務局第二部長。1949年外務省特殊財産局長。同年賠償庁特殊財産部長。同年賠償庁次長。1951年在サンパウロ日本政府在外事務所所長。1952年在サンパウロ総領事。1956年駐イラク特命全権公使。1957年兼駐ジョルダン特命全権公使。
1959年駐ニュー・ジーランド特命全権大使。1965年駐メキシコ特命全権大使。1966年兼駐グァテマラ特命全権大使。在任中の1968年に病気のため死去し、グスタボ・ディアス・オルダスメキシコ大統領から昭和天皇に御弔電がなされた。従三位勲二等旭日重光章、正三位。